# Instituto de Altos Estudos Cinematográficos

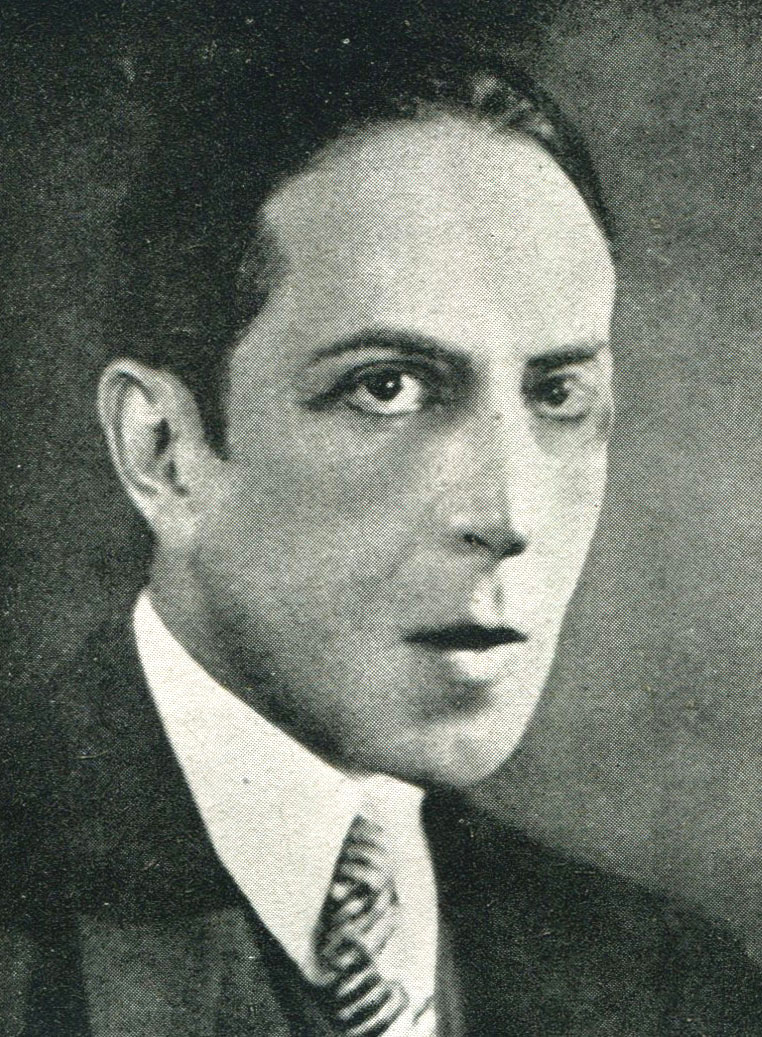
Marcel L'Herbier em 1923.

O Instituto de Altos Estudos Cinematográficos (em francês:  Institut des Hautes Études Cinématographiques, IDHEC) foi uma escola de cinema francesa, com sede em Paris, fundada em 1943 por Marcel L'Herbier. Em 1986, o IDHEC foi absorvido pela La Fémis, atualmente conhecida como Escola Nacional de Profissões de Imagem e Som. Dentre alguns dos seus antigos estudantes estão os cineastas lusófonos Eduardo Coutinho, Ruy Guerra e Paulo Rocha.